# 二號風球
二號風球是香港一個已停用的熱帶氣旋警告信號，曾於1905年至30年代及日佔時期使用。

## 歷史
香港天文台從1884年開始就為香港海港內的輪船懸掛颱風信號以作示警，其後並開始為原有的信號球加設數字來代表風力強度和風向。當時，香港天文台有兩套信號系統。一套是本地颱風警告信號（為位於香港警戒範圍以內的颱風），另外一套是非本地颱風警告信號（為位於香港警戒範圍以外的颱風）。
為免製造誤會，本地和非本地颱風警告信號的信號球形狀和懸掛地點都有所不同，但兩套信號中均包括二號風球。

## 1905年
二號風球從1905年開始出現。根據當時的系統，二號風球代表香港東北方有颱風出現。信號球形狀為朝上錐體並下懸圓柱。信號分為紅色和黑色。紅色信號代表颱風距離香港超過300哩，黑色信號則代表颱風距離香港少於300哩。
根據當時的憲報，懸掛風球並不一定代表天文台預料香港會出現惡劣天氣。

## 1917年
根據1917年的信號系統，二號風球信號球形狀為朝上錐體，與今日的八號西北烈風或暴風信號一模一樣。夜間信號燈顏色為「白綠綠」（由上至下），代表烈風從北方吹襲。

## 1931年
1931年3月1日，一個新的颱風警告信號正式生效。新的二號風球信號球形狀為橫條，夜間信號燈顏色為「白綠白」，代表夾帶急風的強風可能從西南面吹襲。
雖然天文台表示二號風球於1934年取消，但香港政府直到1938年關於颱風信號的憲報公告裡依然有記載二號風球的存在，但表明二號風球不適用於香港。

## 日治時期
1943年10月20日至1945年8月底，當時的日佔政府因戰爭時期使氣象預報物資短缺，遂暫時把一號及五號至十號風球精簡，改為只有一號及二號風球，其中一號風球（紅藍）代表戒備或強風吹襲，意義與以往的一號風球、現在的一號及三號信號相同；二號風球（藍藍）代表烈風或以上風力吹襲，意義與以往的五號至十號風球、現在的八號至十號信號相同。二號風球重新起用，直至香港重光恢復原有風球後永久停用。